# Sojuz T-4
Sojuz T-4 è la denominazione di una missione della navicella spaziale Sojuz T verso la stazione spaziale sovietica Saljut 6 (DOS 5). Si trattò del quarantesimo volo equipaggiato di questo velivolo spaziale, del sessantaduesimo volo nell'ambito del programma Sojuz sovietico nonché del diciassettesimo volo equipaggiato verso la predetta stazione spaziale (il quindicesimo equipaggiato - a causa degli insuccessi della Sojuz 25 e Sojuz 33 - che riuscì effettivamente a svolgere la manovra di aggancio).

## Equipaggio

### Equipaggio principale
| Ruolo             | Equipaggio                                         | Equipaggio                                         |
| ----------------- | -------------------------------------------------- | -------------------------------------------------- |
| Comandante        | Uladzimir Kavalënak, GCTC Saljut 6 EO-6 Terzo volo | Uladzimir Kavalënak, GCTC Saljut 6 EO-6 Terzo volo |
| Ingegnere di volo | Viktor Savinych, NPOE Saljut 6 EO-6 Primo volo     | Viktor Savinych, NPOE Saljut 6 EO-6 Primo volo     |

### Equipaggio di riserva
| Ruolo             | Equipaggio            | Equipaggio            |
| ----------------- | --------------------- | --------------------- |
| Comandante        | Vjačeslav Zudov, GCTC | Vjačeslav Zudov, GCTC |
| Ingegnere di volo | Boris Andreev, NPOE   | Boris Andreev, NPOE   |

Al termine della fase di addestramento di missione venne deciso che l'equipaggio Kavalënak/Savinych, originariamente previsto quale equipaggio di riserva, effettuasse la missione, mentre l'equipaggio principale originale dovette accontentarsi del ruolo di equipaggio di riserva.

## Missione
A bordo della Sojuz T-4 venne trasportato l'ultimo equipaggio base che soggiornerà a bordo della stazione spaziale Saljut 6. Si trattò del sesto equipaggio base di questa stazione e pertanto la missione stessa viene pure catalogata sotto la denominazione di Saljut 6 EO-6. Durante la permanenza dei due cosmonauti, la stazione venne visitata dagli equipaggi delle missioni Sojuz 39 e Sojuz 40.
La manovra di aggancio alla stazione spaziale avvenne con notevole ritardo sui piani di volo originari, dato che il computer di bordo Argon segnalò, che il contatto con il centro di controllo di volo a terra (TsUP) si era interrotto.
Poco prima del termine della missione, verso la metà di maggio, venne eseguito un esperimento molto interessante, cioè la reattivazione della capsula Sojuz T agganciata alla stazione spaziale. Tale manovra venne eseguita per testare se una capsula del tipo Sojuz T, agganciata alla stazione spaziale, potesse fungere da navicella di soccorso per riportare incolume l'equipaggio a terra in caso di pericolo con conseguente immediata interruzione della missione. In particolar modo si voleva testare quanto tempo la fase di reattivazione impegnasse. L'esperimento venne considerato di vitale importanza anche per ovviare eventuali problemi che un aggancio non riuscito di una successiva missione potesse comportare. Si trattò comunque di un esperimento dato che fu chiaro sin dall'inizio che l'equipaggio ritornasse a bordo della navicella nella quale erano stati lanciati. Dopo quasi 75 giorni di volo, con l'atterraggio dell'equipaggio avvenuto il 26 maggio 1981, si concluse l'era dell'equipaggiamento della Saljut 6. La stessa fu equipaggiata per ben 685 giorni ed era stata visitata da ben 33 cosmonauti. Oltre alle missioni equipaggiate ben 13 capsule non equipaggiate si agganciarono alla Saljut 6. La stazione spaziale stessa rimarrà in orbita fino al 29 luglio 1982 quando si spegnerà man mano rientrando nell'atmosfera terrestre.

## Ulteriori dati di volo
- Denominazione Astronomica Internazionale: 1981-23

I parametri sopra elencati indicato i dati pubblicati immediatamente dopo il termine della fase di lancio. Le continue variazioni ed i cambi di traiettoria d'orbita sono dovute alle manovre di aggancio. Pertanto eventuali altre indicazioni risultanti da fonti diverse sono probabili ed attendibili in considerazione di quanto descritto.